# Йелкама, Виерд
Виерд Йелкама — фризский борец за свободу, повстанец, пират, военачальник (с 1519 года). Племянник Пьера Герлофса Дониа.

## Биография

### Ранняя жизнь и семья
Йелкама родился в 1490 году, в многодетной семье дворян-фермеров. Он был сыном старшей сестры Пьера Герлофса Дониа. Среди его прародителей были рыцари — участники Крестовых походов. Один из его предков со стороны отца умер во время осады Антиохии.
Йелкама был женат на женщине по имени Фокель, точный год их брака неизвестен. Она надолго пережила мужа, умерла в 1553 году. У них были две дочери и сын. Сына звали Янко Дувес Йелкама (1514-1587), а дочерей — Бонга (1516-1575) и Фокель (1517-1546). Известны внуки и правнуки Йелкамы. Однако, правнучка Йелкамы, погибшая в 1625 году, считается последней из его потомков.

### Восстание
29 января 1515 года усадьба Пьера Герлофса Дониа была разрушена и сожжёна солдатами из Чёрной банды — ландскнехтами саксонского герцога Георга Бородатого, состоявшего тогда имперским наместником Нидерландов. Кайзером Священной Римской империи (I Рейха) был Максимилиан I Габсбург… Ландскнехты изнасиловали и убили жену Пьера — Ринтце. Ненависть к убийцам жены побудила Пьера принять участие в Гельдернской войне против могущественных Габсбургов, на стороне гельдернского герцога Карла II (1492—1538) из династии Эгмонтов. Он заключил договор с герцогством Гельдерн и сделался пиратом. Правой рукой Пьера стал его племянник Виерд Йелкама.
Историк Уопк Екхофф описывал Йелкаму как крепкого человека, также как и его дядю-гиганта, который сам, по сообщениям, был по крайней мере 7 футов в высоту и один раз поднял 1000-фунтовую лошадь над головой. Реально Йелкама был достаточно сильным, чтобы поднять лошадь на плечи высоко в воздух. Его рост документирован в 7 футов.
Вместе с Пьером, Йелкама участвовал в захвате Медемблика и в осаде Мидделбургского замка.
После захвата 28 голландских кораблей, Пьер Герлофс Дониа (Grutte Pier) торжественно объявил себя «королём Фризии» и взял курс на освобождение и объединение земель родной страны, ранее захваченных голландцами, саксонцами и датчанами. Однако, герцог Гельдерна дал понять Пьеру, что не намерен поддерживать его королевские притязания. Между тем, 12 января 1519 г. скончался Максимилиан I Габсбург, коего Пьер Герлофс Дониа рассматривал как личного врага. Вскоре Пьер расторг союзный договор с Карлом II и подал в отставку. Командование фризскими вооружёнными силами перешло к Йелкаме. Он продолжил боевые операции против Габсбургов. На тот момент кайзером I Рейха стал Карл V Габсбург.

### Смерть героя
После серии поражений, Йелкама и остатки его армии были взяты в плен в 1523 году и доставлены в город Леуварден во Фрисландии. Там они были казнены. Казнь состоялась в общественном месте. Палачу потребовалось четыре удара, чтобы отрубить голову Йелкамы от его чрезвычайно толстой шеи.
Со смертью Йелкамы и его повстанцев, независимость Фрисландии была утрачена. Это было последнее успешное восстание во фризской истории, вспоминаемое народом по сей день.